# Sicheleishöcker
Die Sicheleishöcker (norwegisch Sichelryggane) sind bis zu 40 m hohe Eishöcker vor der Prinzessin-Martha-Küste des ostantarktischen Königin-Maud-Lands. An der Front des Ekström-Schelfeises liegen sie auf der Ostseite der Atka-Bucht.
Deutsche Wissenschaftler benannten sie deskriptiv nach ihrer Form.